# Любечская поселковая община
Любечская поселковая общи́на (укр. Любецька селищна громада) — территориальная община в Черниговском районе Черниговской области Украины. Административный центр — пгт Любеч.
Население — 5 473 человек. Площадь — 595,3 км².
Количество учреждений, оказывающих первичную медицинскую помощь — 1.

## История
Любечская поселковая община была создана 7 августа 2017 года путём объединения Любечского поселкового совета, Малиновского, Павловского, Смолиговского, Тарасо-Шевченковского сельских советов Репкинского района. Одна из трёх общин созданных на территории Репкинского района.
26 июня 2018 года в состав общины вошёл Мохначевский сельсовет Репкинского района.
12 июня 2020 года в состав общины вошли территории Великозлиевского, Губичского, Неданчичского сельсоветов Репкинского района.
17 июля 2020 года община вошла в состав нового Черниговского района.

## География
Община включает 28,5% территории и 21,1% населения упразднённого Репкинского района. Община граничит с Репкинской, Новобелоусской, Михайло-Коцюбинской общинами, Славутичской общиной (город Славутич) Киевской области, Белоруссией. Реки: Днепр, Борздна, Вертечь.
На территории общины есть анклав — Славутичская община (город Славутич) Киевской области.

## Населённые пункты
- пгт Любеч
- Березовка
- Великий Злиев
- Вертеча
- Воробьев
- Галков
- Голубовка
- Грабовка
- Губари
- Губичи
- Гуньковка
- Гута
- Долгуны
- Духанки
- Клонов
- Комаровка
- Коробки
- Корольча
- Кукари
- Лесковка
- Малиновка
- Малый Злиев
- Маньки
- Мекшуновка
- Мокрые Велички
- Мохначи
- Мысы
- Неданчичи
- Новая Рудня
- Павловка
- Петрики
- Пищики
- Пушкино
- Редьковка
- Рассудов
- Рудня
- Семаки
- Скитьки
- Смолиговка
- Тараса Шевченко
- Тулия
- Угловая Рудня
- Чистые Лужи
- Шкуранка
- Шуманы
- посёлок Горки
- посёлок Левичовка
- посёлок Пересаж